# 보문면
보문면(普門面)은 대한민국 경상북도 예천군의 면이다. 넓이는 64.8km2이고, 인구는 2015년 12월 31일 기준으로 1,799명이다.

## 연혁
- 신라시대 : 수주현, 예천군의 일부였으며, 의상대사가 보문사(667년)를 창건하면서 보문이라 불리게 되었음
- 1914년 4월 1일 : 부군면 통폐합으로 보문면이 됨.
- 1927년 : 면사무소를 마촌동에서 미호동으로 이전
- 1983년 : 고평동을 예천읍으로, 마촌동을 감천면으로 이관하여 13개 법정리(22개 행정리)가 됨

## 행정 구역
| 법정리 | 행정리                    | 비고                   |
| ------ | ------------------------- | ---------------------- |
| 간방리 | 간방1리, 간방2리, 간방3리 |                        |
| 기곡리 | 기곡1리, 기곡2리          |                        |
| 독양리 | 독양1리, 독양2리          |                        |
| 미호리 | 미호1리, 미호2리          | 면 행정복지센터 소재지 |
| 산성리 | 산성리                    |                        |
| 수계리 | 수계1리, 수계2리          |                        |
| 승본리 | 승본리                    |                        |
| 신월리 | 신월1리, 신월2리          |                        |
| 오신리 | 오신리                    |                        |
| 오암리 | 오암1리, 오암2리          |                        |
| 옥천리 | 옥천리                    |                        |
| 우래리 | 우래1리, 우래2리          |                        |
| 작곡리 | 작곡리                    |                        |

## 교육 기관
- 동부초등학교 보문분교 (폐교) - 보문면 수양길 40 (수계리)
- 감천초등학교 옥천분교 (폐교) - 보문면 옥천길 30 (옥천리)
- 보성초등학교 (폐교) - 보문면 미호길 55 (미호리)